# フィンランドグランプリ
フィンランドグランプリ（フィンランドGP、Finnish Grand Prix ）は、ロードレース世界選手権の一戦として1962年から1982年までの間、フィンランドで開催されていたオートバイレースのイベントである。

## 概要
タンペレの公道コースで最初の2回が行われた後、フィンランドGPの舞台はロシアとの国境近くのイマトラに移った。元々イマトラでは、1962年から「イマトラGP」としてTTレースイベントが開催されていたが、1964年からはこのイベントがフィンランドGPとして世界選手権の一戦に組み込まれたのである。
このイマトラの公道コースにはコースを突っ切る形で鉄道の線路が通っており、従ってコースの途中に踏み切りがあるという大変に珍しいコースであった。ジャコモ・アゴスチーニがこのコースを得意としており、350ccクラスで7勝、500ccクラスでは10勝と圧倒的な強さを示した。
1970年代後半になると、マシンの性能向上によるスピードのアップにともない、マン島を初めとする公道コースの危険性がクローズアップされる。イマトラもその例に漏れず、ケニー・ロバーツらからの厳しい批判に晒された結果、最高峰クラスである500ccクラスは1981年の開催が最後となり、1983年からはフィンランドGPそのものがロードレース世界選手権のカレンダーから外された。
その後、イマトラでのイベントはヨーロッパ選手権の一戦として1986年まで続けられていた。
2019年より5年間の契約で、建設中のキュミリングを開催地として復活することがドルナスポーツから発表されていたが、2019年1月現在工事は完了しておらず、2019年のカレンダーにフィンランドGPの名前もないことから復活は2020年にずれ込み、正式に決定した筈だった。しかし、新型肺炎の世界流行の影響により、予定されていたレースが中止となった。

## フィンランドGPの歴代優勝者
| 年   | 50cc                                               | 125cc                                              | 250cc                                              | 350cc                                              | 500cc                                              |
| ---- | -------------------------------------------------- | -------------------------------------------------- | -------------------------------------------------- | -------------------------------------------------- | -------------------------------------------------- |
| 1962 | L.タベリ                                           |                                                    |                                                    | T.ロブ                                             | A.シェパード                                       |
| 1963 | H.G.アンシャイト                                   | H.アンダーソン                                     |                                                    | M.ヘイルウッド                                     | M.ヘイルウッド                                     |
| 1964 | H.アンダーソン                                     | L.タベリ                                           |                                                    | J.レッドマン                                       | J.エーハン                                         |
| 1965 |                                                    | H.アンダーソン                                     | M.ダフ                                             | G.アゴスチーニ                                     | G.アゴスチーニ                                     |
| 1966 |                                                    | P.リード                                           | M.ヘイルウッド                                     | G.アゴスチーニ                                     | G.アゴスチーニ                                     |
| 1967 |                                                    | S.グラハム                                         | M.ヘイルウッド                                     |                                                    | G.アゴスチーニ                                     |
| 1968 |                                                    | P.リード                                           | P.リード                                           |                                                    | G.アゴスチーニ                                     |
| 1969 |                                                    | D.シモンズ                                         | K.アンダーソン                                     | G.アゴスチーニ                                     | G.アゴスチーニ                                     |
| 1970 |                                                    | D.シモンズ                                         | R.ゴールド                                         | G.アゴスチーニ                                     | G.アゴスチーニ                                     |
| 1971 |                                                    | B.シーン                                           | R.ゴールド                                         | G.アゴスチーニ                                     | G.アゴスチーニ                                     |
| 1972 |                                                    | K.アンダーソン                                     | J.サーリネン                                       | G.アゴスチーニ                                     | G.アゴスチーニ                                     |
| 1973 |                                                    | O.Buscherini                                       | T.ランシボリ                                       | G.アゴスチーニ                                     | G.アゴスチーニ                                     |
| 1974 | J.v.ゼーベレック                                   |                                                    | W.ヴィラ                                           | J.ドッズ                                           | P.リード                                           |
| 1975 | A.ニエト                                           |                                                    | M.ルージュリー                                     | J.チェコット                                       | G.アゴスチーニ                                     |
| 1976 | J.v.ゼーベレック                                   | P.P.ビアンキ                                       | W.ヴィラ                                           | W.ヴィラ                                           | P.ヘネン                                           |
| 1977 |                                                    | P.P.ビアンキ                                       | W.ヴィラ                                           | 片山敬済                                           | J.チェコット                                       |
| 1978 |                                                    | A.ニエト                                           | K.バリントン                                       | K.バリントン                                       | W.ハートッグ                                       |
| 1979 |                                                    | R.トルモ                                           | K.バリントン                                       | G.ハンスフォード                                   | B.v.ドルメン                                       |
| 1980 |                                                    | A.ニエト                                           | K.バリントン                                       |                                                    | W.ハートッグ                                       |
| 1981 |                                                    | A.ニエト                                           | A.マンク                                           |                                                    | M.ルッキネリ                                       |
| 1982 |                                                    | I.パラッツェーゼ                                   | C.サロン                                           | A.マンク                                           |                                                    |
| 年   |                                                    | Moto3                                              | Moto2                                              |                                                    | MotoGP                                             |
| 2020 | 新型コロナウイルス感染症の世界的流行のため開催中止 | 新型コロナウイルス感染症の世界的流行のため開催中止 | 新型コロナウイルス感染症の世界的流行のため開催中止 | 新型コロナウイルス感染症の世界的流行のため開催中止 | 新型コロナウイルス感染症の世界的流行のため開催中止 |
| 2021 | 新型コロナウイルス感染症の世界的流行のため開催中止 | 新型コロナウイルス感染症の世界的流行のため開催中止 | 新型コロナウイルス感染症の世界的流行のため開催中止 | 新型コロナウイルス感染症の世界的流行のため開催中止 | 新型コロナウイルス感染症の世界的流行のため開催中止 |
| 2023 | ロシアのウクライナ侵攻のため開催中止               | ロシアのウクライナ侵攻のため開催中止               | ロシアのウクライナ侵攻のため開催中止               | ロシアのウクライナ侵攻のため開催中止               | ロシアのウクライナ侵攻のため開催中止               |